# Mechnacz
Mechnacz – wieś sołecka w Polsce położona w województwie wielkopolskim, w powiecie międzychodzkim, w gminie Kwilcz.

## Historia
Pod nazwą Mechnacz pierwotnie notowane było niezidentyfikowane jezioro oraz las. Pierwszy raz w źródłach nazwa występuje w 1592 jako las. W 1627 pod nazwą Michnacz zanotowano zostało jezioro w okolicy Kwilcza oraz rozległy las między Kwilczem, Mnichami i miastem Kamionna. W pobliżu tych obiektów powstała nowsza osada Mechnacz, która znana jest dopiero z map z końca XVIII wieku.
W 1592 lokalni szlachcice wielkopolscy – Kasper Kwilecki z rodu Kwileckich herbu Szreniawa oraz Stanisław Gnuszyński zawarli ugodę dotyczącą granic swoich majątków w Kwilczu. W dokumencie odnotowano m.in. sporne jeziorka Wierzba, Stokłysz i Mechnacz. Ustalono, że mają być one wspólnie używane do czasu rozstrzygnięcia sprawy. W 1600 Stanisław Prusimski z Prusimia sprzedał swojemu bratu Dobrogostowi części lasu zwanego Mechnacz. W 1627 w podziale Kwilcza pomiędzy braci Piotra i Jana Kwileckich postanowiono, że niektóre jeziora, w tym m.in. Mechnacz, mają być użytkowane wspólnie.
W 1781 w czasie wizytacji kościoła w mieście Kamionna odnotowano kopce graniczne w lesie Mechnacz. Osada w okresie Rzeczypospolitej Obojga Narodów leżała w powiecie poznańskim Korony Królestwa Polskiego.
W wyniku II rozbioru Rzeczypospolitej w 1793, miejscowość przeszła w posiadanie Prus i jak cała Wielkopolska znalazła się w zaborze pruskim. W okresie Wielkiego Księstwa Poznańskiego (1815–1848) miejscowość należała do wsi większych w ówczesnym pruskim powiecie Międzyrzecz w rejencji poznańskiej. Mechnacz należał do okręgu kwileckiego tego powiatu i stanowił część majątku Rozbitek, którego właścicielem był wówczas Otto Reich. Według spisu urzędowego z 1837 roku wieś liczyła 268 mieszkańców, którzy zamieszkiwali 33 dymy (domostwa).
W latach 1975–1998 miejscowość administracyjnie należała do województwa poznańskiego.
W okolicach Mechnacza znajdują się dwa duże złoża kruszyw naturalnych: „Mechnacz” i „Mechancz II”, które eksploatowane są okresowo.